# Homestead (Iowa)
Pour les articles homonymes, voir Homestead.
Homestead est une communauté non constituée en municipalité et une census-designated place du comté d'Iowa, en Iowa, aux États-Unis,. C'est une communauté intentionnelle qui fait partie des sept villages des colonies Amana.
Selon le recensement de 2010, la population de Homestead s’élevait à 148 habitants.

## Source de la traduction
- (en) Cet article est partiellement ou en totalité issu de l’article de Wikipédia en anglais intitulé « Homestead, Iowa » (voir la liste des auteurs).